# Cây lương thực

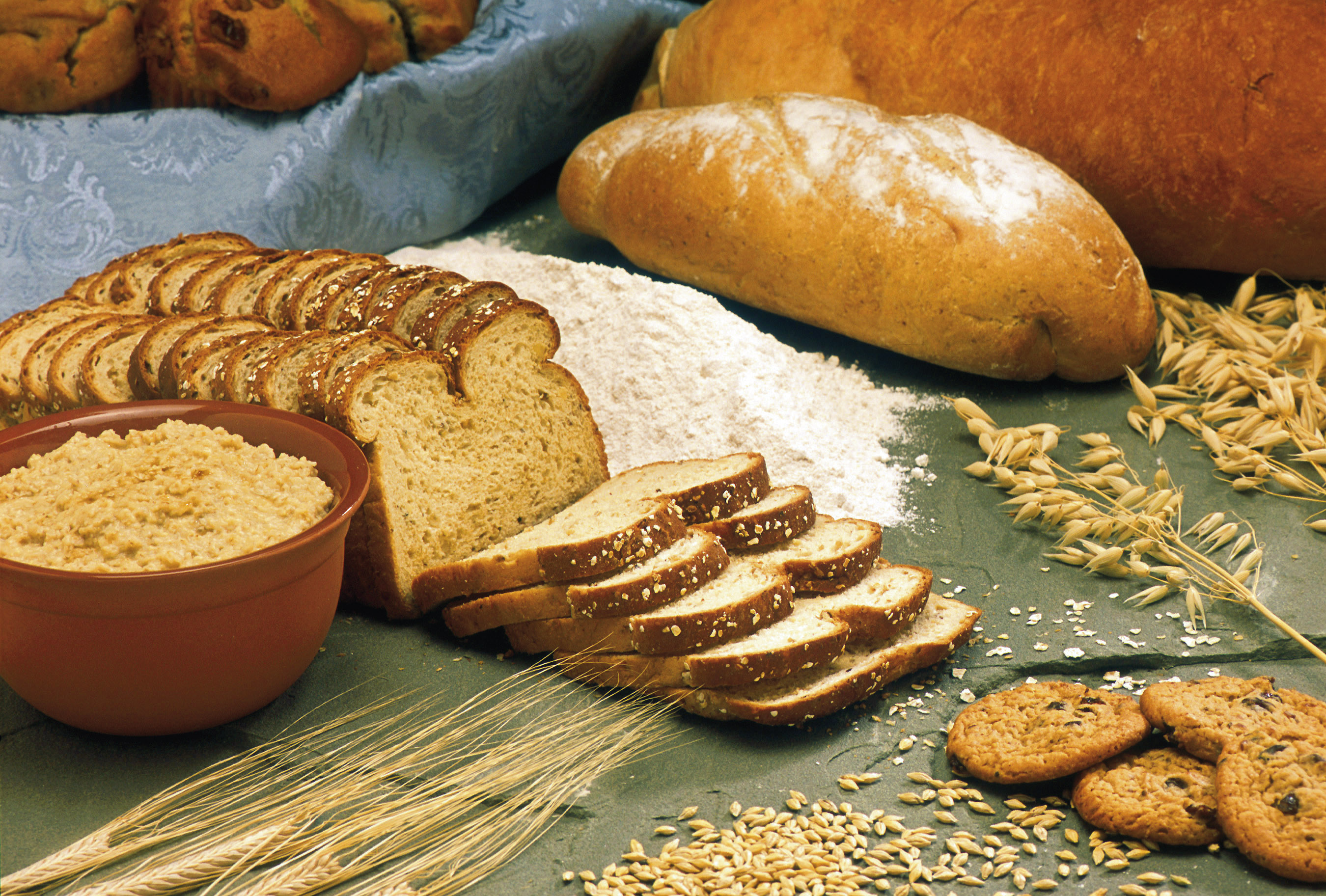
Yến mạch, đại mạch và một số sản phẩm từ hạt của chúng

Cây lương thực là các loại cây trồng mà sản phẩm dùng làm lương thực cho người, nguồn cung cấp chính về năng lượng và chất bột đường cacbohydrat trong khẩu phần ăn.
Đa số cây lương thực đều là cây trên dưới 1 năm 
Năm loại cây lương thực chính của thế giới là bắp (Zea Mays L.), lúa nước (Oryza sativa L.), lúa mì (Triticum sp., tên khác: tiểu mạch),  sắn (Manihot esculenta Crantz, tên khác: khoai mì) và khoai tây (Solanum tuberosum L.). Bắp, lúa gạo và lúa mì chiếm khoảng 87% sản lượng lương thực toàn cầu và khoảng 43% calories từ tất cả mọi lương thực, thực phẩm vào năm 2003.
Bốn loại cây lương thực chính của Việt Nam là lúa, bắp, sắn và khoai lang (Ipomoea batatas L.).

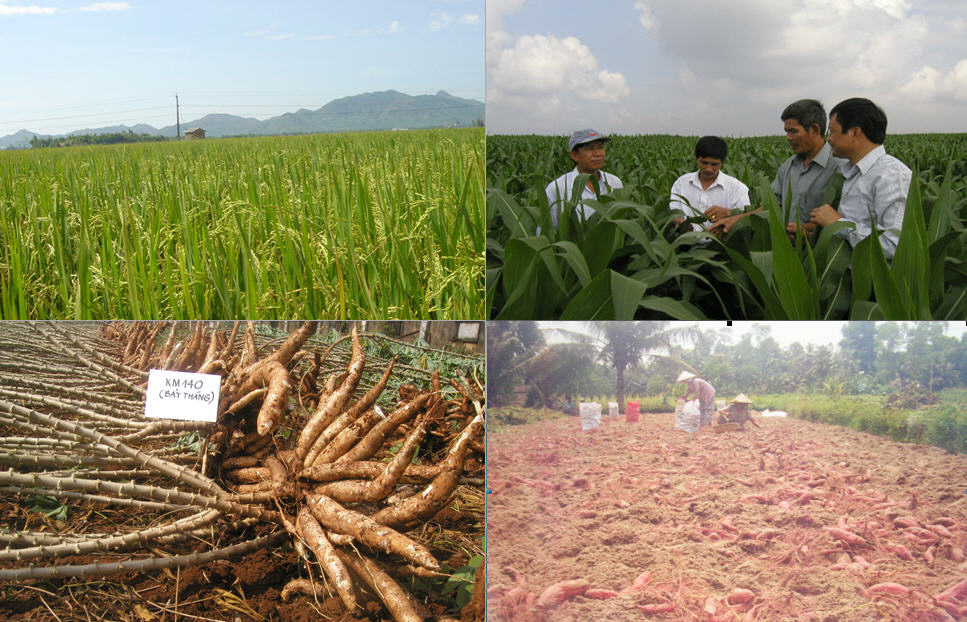
Lúa, bắp, sắn, khoai lang là bốn loại cây lương thực chính của Việt Nam

Các loại hạt cốc khác, diện tích trồng và sản lượng ít hơn, có Đại mạch (Hordeum vulgare L.), cao lương (Sorghum, tên khác lúa miến, mộc mạch), kê (Setaria L.Beauv kê hạt vàng, kê đuôi chồn; Panicum miliaceum L. kê Nga; Pennisetum glaucum lúa miêu, kê trân châu, kê ngọc, kê Xu đăng; Eleusine coracana L. Gaertn), Hắc mạch (Secale cereale, tên khác lúa mạch đen, Tiểu hắc mạch (Triticale, Triticum x Secale, cây lai giữa tiểu mạch và hắc mạch), Yến mạch (Avena sativa), Kiều mạch (Fagopyrum esculentum Moench = Polygonum fagopyrum L., tên khác mạch hoa, mạch ba góc), Fonio, Diêm mạch.
Các loại cây có củ khác có khoai môn (Colocasia esculenta L. Schott, khoai sọ (Colocasia antiquorum Schott = C.esculenta L.Schott), củ mỡ (Dioscorea alata L., tên khác củ cái, khoai vạc, khoai ngọt), củ từ (Dioscorea esculenta (Lour) Burk tên khác khoai từ), dong riềng (Canna edulis Ker., tên khác khoai riềng, khoai đao), củ dong (Maranta arundinacea, tên khác dong đao, dong tây, củ bình tinh, củ trút), khoai mài (Dioscorea persimilis Prain et Burk, tên khác củ mài, hoài sơn), sắn dây (Pueraria thomsoni Benth), khoai nưa (Amorphophallus rivieri Dur.).
Ở châu Phi, chuối bột cũng được dùng làm lương thực tương tự như việc sử dụng quả sakê (Artocarpus indisa) ở nước Nhật. Tại Ấn Độ, một số nước châu Phi và một số đảo ở Thái Bình Dương, những loại đậu đỗ ăn hạt như đậu trắng, đậu đen, đậu xanh,đậu đỏ, đậu trứng cuốc, đậu nho nhe hay thân giàu tinh bột từ một số cây như cây báng… cũng được sử dụng làm lương thực tương tự như thực phẩm ở Việt Nam.
Hạt hoặc củ của cây lương thực là thành phần chính trong khẩu phần ăn của những người dân nghèo tại nhiều nước đang phát triển. Việc tiêu thụ này ở các nước phát triển tuy ít hơn nhưng vẫn là đáng kể nhất.
Trong một số ngôn ngữ phương Tây, cây lương thực, cây "ngũ cốc" được gọi là cereal, cereali, cerealo, zerial, có nguồn gốc từ Ceres, tên gọi của vị nữ thần nông nghiệp và mùa màng của thời kỳ tiền La Mã. Nó dùng để chỉ các loài thực vật thuộc họ Hòa thảo (Poaceae) được con người gieo trồng để lấy hạt có thể ăn được (về mặt thực vật học, chúng là kiểu quả gọi là quả thóc).
Trong tiếng Việt ngày nay, cây lương thực được dùng để chỉ toàn bộ nhóm cây lương thực có hạt (Cereals for grain) và nhóm cây củ có bột (Cereals for tuber), chủ yếu là bốn cây lương thực chính lúa, bắp, sắn, khoai lang.

## Sản lượng

### Cây lương thực có hạt
Bảng sau đây chỉ ra sản lượng mỗi năm của các loại cây lương thực có hạt chính vào các năm 1961, năm 2005 và 2008, sắp xếp theo sản lượng năm 2008. Trong số này chỉ có kiều mạch và quinoa không phải thuộc họ Hòa thảo (còn gọi là giả ngũ cốc).
| Cây                        | 2008 (Mt)   | 2005 (Mt)   | 1961 (Mt)   | |
| -------------------------- | ----------- | ----------- | ----------- | --- |
| Bắp                        | 822.712.527 | 712.877.757 | 205.004.683 | Cây lương thực chính của người dân Bắc Mỹ, Nam Mỹ, châu Phi và thức ăn cho gia cầm, gia súc trên khắp thế giới.               |
| Lúa gạo                    | 685.013.374 | 631.508.532 | 284.654.697 | Cây lương thực chính của khu vực nhiệt đới, cận nhiệt đới ở châu Á, châu Phi, Bắc Mỹ, Nam Mỹ                                  |
| Lúa mì (Tiểu mạch)         | 689.945.712 | 628.697.531 | 222.357.231 | Cây lương thực chính của khu vực ôn đới                                                                                       |
| Đại mạch                   | 157.644.721 | 141.334.270 | 72.411.104  | Được trồng để sản xuất mạch nha và nuôi gia cầm, gia súc tại các khu vực quá lạnh hay đất quá nghèo dinh dưỡng đối với lúa mì |
| Sorghum (Cao lương, bo bo) | 65.534.273  | 59.214.205  | 40.931.625  | Cây lương thực quan trọng ở châu Á và châu Phi, sử dụng khắp thế giới để nuôi gia cầm, gia súc                                |
| Kê                         | 35.651.146  | 30.589.322  | 25.703.968  | Nhóm các loài cây lương thực trông tương tự nhưng khác biệt, nguồn lương thực quan trọng tại châu Á và châu Phi.              |
| Yến mạch                   | 23.106.021  | 23.552.531  | 49.588.769  | Trước đây là cây lương thực chính tại Scotland và phổ biến khắp thế giới để nuôi gia cầm, gia súc                             |
| Lúa mạch đen               | 13.265.177  | 15.223.162  | 35.109.990  | Quan trọng tại khu vực có khí hậu lạnh                                                                                        |
| Triticale                  | 14.020.842  | 13.293.233  | 0           | Cây lai ghép giữa lúa mì và lúa mạch đen, trông tương tự lúa mạch đen                                                         |
| Kiều mạch                  | 2.365.158   | 2.078.299   | 2.478.596   | Được sử dụng tại châu Á và châu Âu.                                                                                           |
| Fonio                      | 378.409     | 363.021     | 178.483     | Một vài thứ được trồng làm cây lương thực tại châu Phi                                                                        |
| Quinoa (Diêm mạch)         | 58.989      | 58.443      | 32.435      | Giả ngũ cốc, được gieo trồng tại khu vực Andes                                                                                |

Một vài lại cây trồng khác cũng là quan trọng tại một số khu vực, nhưng sản lượng toàn thế giới là rất nhỏ (và không được đưa vào thống kê của FAO), bao gồm:
- Teff, phổ biến tại Ethiopia nhưng gần như không có ở những nơi khác. Loài cây lương thực cổ đại này là chủ yếu tại Ethiopia. Nó chứa nhiều xơ tiêu hóa và protein. Bột của nó thường được dùng để sản xuất một loại bánh mì gọi là injera. Nó cũng có thể dùng để ăn như là loại thức ăn nóng từ bột cho bữa sáng tương tự như farina với hương vị sôcôla hay mùi vị của quả phỉ. Bột và hạt nguyên vẹn có thể được bày bán ở một vài cửa hàng lương thực trên thế giới.
- Lúa hoang, được trồng với số lượng nhỏ ở một vài nơi như Bắc Mỹ
- Hạt dền, một loại giả ngũ cốc cổ đại, trước đây là loại cây lương thực chính của đế quốc Aztec
- Kañiwa, họ hàng gần của quinoa

Một vài loài lúa mì hoang dã cũng có thể đã từng được gieo trồng, có thể là từ rất sớm trong lịch sử nông nghiệp:
- Lúa mì spenta, họ hàng gần của lúa mì
- Lúa mì một hạt, một loài lúa mì với một hạt
- Lúa mì Emmer, một trong số các loài cây lương thực được gieo trồng tại khu vực Trung Đông
- Lúa mì cứng, dạng tứ bội duy nhất của lúa mì hiện nay đã được gieo trồng, được dùng để sản xuất bột hòn

### Cây củ có bột
Sắn: Năm 2008 toàn thế giới có 105 nước trồng sắn (số liệu của FAO năm 2009) với tổng diện tích 18,69 triệu ha, năng suất trung bình 12,46 tấn/ha, sản lượng 232,95 triệu tấn. Sắn được trồng nhiều nhất tại châu Phi 11,98 triệu ha (64% diện tích sắn toàn cầu), kế đến là châu Á 3,96 triệu ha (21%) và châu Mỹ La tinh 2,72 triệu ha (15%). Nước có sản lượng sắn nhiều nhất thế giới là Nigeria (44,58 triệu tấn), kế đến là Indonesia (21,59 triệu tấn) và Thái Lan (27,56 triệu tấn). Việt Nam đứng thứ bảy trên thế giới về sản lượng sắn (9,39 triệu tấn)với diện tích thu hoạch năm 2008 là 555,70 nghìn ha, năng suất bình quân 16,90 tấn/ha. Việt Nam là điển hình của châu Á và thế giới về tốc độ phát triển sắn, so với năm 2000, năng suất sắn trung bình là 8,36 tấn/ha và sản lượng 1,99 triệu tấn thì đến năm 2008, năng suất sắn đã tăng gấp đôi và sản lượng sắn đã tăng 4,72 lần. Sắn là cây lương thực-thực phẩm chính của nhiều nước châu Phi và làm thức ăn cho gia cầm, gia súc. Sắn cũng là nguyên liệu chính để chế biến cồn sinh học (bio-ethanol), rượu, tinh bột, tinh bột biến tính, xi rô, nước giải khát, bánh kẹo, bún miến, mì ăn liền, chất hồ vải, phụ gia dược phẩm, màng phủ sinh học (bioplastic). Đặc biệt, hướng chế biến cồn sinh học bằng nguyên liệu sắn lát hoặc bột sắn nghiền có lợi thế cạnh tranh rất cao vì 2,5 kg sắn lát khô (tương đương 6,0 kg sắn củ tươi) chế được một lít cồn sinh học để sử dụng làm xăng pha cồn E10.
Khoai lang: Năm 2008, toàn thế giới có 111 nước trồng khoai lang (số liệu của FAO năm 2009) với tổng diện tích 8,17 triệu ha, trong đó 95% tại các nước đang phát triển, năng suất bình quân 13,46 tấn/ha, sản lượng 110,13 triệu tấn (so với năm 2005 là 123,27 triệu tấn và năm 1961 là 98,19 triệu tấn). Việt Nam có sản lượng khoai lang 1,32 triệu tấn, đứng thứ năm của toàn thế giới sau Trung Quốc (85,21 triệu tấn), Nigeria (3,31 triệu tấn), Uganda (2,70 triệu tấn) và Indonesia (1,87 triệu tấn). Khoai lang dùng làm lương thực cho người, thức ăn chăn nuôi và làm nguyên liệu chế biến tinh bột, rượu, cồn, xi rô, nước giải khát, bánh kẹo, mì, miến, phụ gia dược phẩm, màng phủ sinh học.
Khoai tây: Là cây lương thực-thực phẩm chính ở vùng ôn đới và cận nhiệt đới tại châu Âu, Bắc Mỹ, Nam Mỹ, châu Á và châu Đại dương.